# Čching-pchu
Městský obvod Čching-pchu (čínsky v českém přepisu Čching-pchu čchü, pchin-jinem Qīngpǔ Qū, znaky zjednodušené 青浦区, tradiční 青浦區) je jeden z městských obvodů v Šanghaji, jednom z největších měst Čínské lidové republiky. Koncem roku 2016 v něm žilo bezmála půl miliónu obyvatel.

## Poloha

Poloha Čching-pchu v rámci Šanghaje

Čching-pchu je nejzápadnějším obvodem Šanghaje. Na západě, kde hraničí s územím městské prefektury Su-čou, v něm leží jezero Tien-šan, z něhož teče přes Čching-pchu do centra Šanghaje řeka Chuang-pchu-ťiang. Kromě ní přes Čching-pchu protéká také Su-čou.
Čching-pchu hraničí na severozápadě s provincií Ťiang-su a na jihozápadě s provincií Če-ťiang. Zbývající hranice jsou s jinými obvody v rámci Šanghaje – na jihu s Ťin-šanem, na jihovýchodě se Sung-ťiangem, na východě s Min-changem a na severu s Ťia-tingem.